# Гимн Бутана
Друк ценден (тиб. འབྲུག་ཙན་དན་, Вайли ’brug tsan dan, драконье королевство) — государственный гимн Бутана. Первоначально текст гимна состоял из 12 строк, но в 1964 году был урезан администрацией монархии до 6 строк.
Необходимость создания гимна остро встала накануне государственного визита в Бутан индийского премьер-министра Джавахарлала Неру. Сочинение музыки к гимну было поручено руководителю военного духового оркестра страны Аку Тонгми, который получил образование в Индии. Основой для мелодии послужили индийский и британский гимны, а также народная бутанская песня «Три ньяма медпа пемай три» («Извечный трон лотоса»). Кроме того, Тонгми стал и автором хореографического сопровождения к гимну, также основанного на национальных танцевальных движениях. Музыка к гимну Бутана дважды претерпевала изменения преемниками Тонгми (на посту руководителя оркестра).

## Текст гимна

### Оригинальный текст надзонг-кэ
| Тибетское письмо | Кириллизация русского алфавита |
| --- | --- |
| འབྲུག་ཙན་དན་བཀོད་པའི་རྒྱལ་ཁབ་ནང་།། དཔལ་ལུགས་གཉིས་བསྟན་སྲིད་སྐྱོང་བའི་མགོན་།། འབྲུག་རྒྱལ་པོ་མངའ་བདག་རིན་པོ་ཆེ་།། སྐུ་འགྱུར་མེད་བརྟན་ཅིང་ཆབ་སྲིད་འཕེལ་།། ཆོས་སངས་རྒྱས་བསྟན་པ་དར་ཞིང་རྒྱས་།། འབངས་བདེ་སྐྱིད་ཉི་མ་ཤར་བར་ཤོག་། | Друк цэндхэн кэпай гайкхап на Пайл лукник тэнсы кёнгвай гын Друк гайлпо нгадак рынпочхэ Ку гюрмэ тэнчынг чхап сыт пхэл Чхой санггай тэнпа даржынг гайл Банг дэкыт нима шарваршок. |

### Русский перевод
С английского (см. Википедия на английском языке):
В королевстве дракона-громовержца, где растут кипарисы,

В обители славных религиозных и светских традиций

Дракона наследный правитель, драгоценный монарх

Вечно живёт и царствованием своим ведёт к процветанию,

Учения Будды пышно растут в цветении,

Позволяя людям сиять словно солнце мира и счастья!